# 800-as busz
A 800-as jelzésű elővárosi autóbusz Budapest, Árpád híd autóbusz-állomás és Esztergom, autóbusz-állomás között közlekedik Solymárvölgy, Pilisvörösvár, Piliscsaba, Pilisjászfalu, Leányvár és Dorog érintésével. Budapest és Dorog között a forgalmas 10-es főúton, majd a dorogi vasútállomás érintésével a 111-es főúton közlekedik a végállomásig. A járat végig a 2-es számú Budapest–Esztergom-vasútvonallal párhuzamosan halad (több helyen átszállási lehetőséget is kínálva a vasútra, ill. a vasútról), ám a lassabb busz előnye, hogy az érintett városrészek vasúttól távolabb eső részein is keresztül közlekedik. Kiegészítő járata, a 832-es járat Budapest és a közvetlen környező települések között a 800-as alapjárat utasterhelését igyekeznek enyhíteni, továbbá az alapjárat által nem érintett településekről (vagy településrészekről) is közvetlen eljutási lehetőséget kínálnak Budapestre. A járat Budapest közigazgatási határáig Budapest-bérlettel igénybe vehető.

## Története
2017. július 1-jétől szeptember 3-áig hétvégenként kísérleti jelleggel éjszaka is indult egy-egy járat, éjfélkor Budapest felé, 1:15-kor Esztergom felé. A járat a 2018. december 9-ei menetrendváltozás óta megáll a Budapest, Bojtár utca (Bécsi út) megállóhelyen is.
2020. augusztus 20-ától az Esztergom vasútállomás melletti új autóbusz-pályaudvarig közlekedik.
2021. január 16-tól új autóbusz-megállóhely biztosítja a felújított dorogi vasútállomáson a vasúti- és autóbuszjáratok közötti gyors és gördülékeny átszállási, csatlakozási lehetőségeket.

## Megállóhelyei
| 0                             | Budapest, Árpád híd autóbusz-állomás végállomás | 33 | 1, 1A 26, 32, 34, 106, 120 79 815, 820, 821, 830, 832, 840, 848 |
| 1                             | Budapest, Flórián tér (Vörösvári út)            | 32 | 1, 1A 9, 34, 106, 111, 118, 134, 137, 218, 226, 237 815, 820, 821, 830, 832, 840, 848 |
| 2                             | Budapest, Bécsi út (Vörösvári út)               | 31 | 1, 1A, 17, 19, 41 137, 160, 218, 237, 260 815, 820, 821, 830, 832, 840, 848 |
| 3                             | Budapest, Bóbita utca                           | 30 | 260 815, 820, 821, 830, 832, 840 |
| 4                             | Budapest, Üröm vasúti megállóhely               | 29 | 218 815, 820, 821, 830, 832, 840, 848 S72 S76 |
| Budapest közigazgatási határa |                                                 |    | |
| 5                             | Solymári elágazás (Auchan áruház)               | 28 | 815, 820, 821 |
| 6                             | Pilisvörösvár, 10-es sz. út, útőrház            | 27 | 815, 820, 821 |
| 7                             | Pilisvörösvári üdülőtelep                       | 26 | 815, 820, 821 |
| 8                             | Pilisvörösvár, bányatelep                       | 25 | 799, 815, 820, 821 |
| 8                             | Pilisvörösvár, Fő út 31.                        | 25 | 799, 815, 820, 821 |
| 9                             | Pilisvörösvár, városháza                        | 24 | 799, 815, 820, 821 |
| 10                            | Pilisvörösvár, kultúrház                        | 23 | 799, 815, 820, 821, 830, 831, 856 |
| 11                            | Pilisvörösvár, vasútállomás bejárati út         | 22 | 799, 815, 821, 830, 831, 856 S72 Z72 S76 |
| 12                            | Pilisvörösvár, Terranova Kft.                   | 21 | 799, 815, 832, 847, 8494, 8516, 8520 |
| 13                            | Pilisvörösvár, Kopár Csárda                     | 20 | 799, 815, 832, 847, 8494, 8516, 8520 |
| 14                            | Piliscsaba, Pázmány Péter Egyetem               | 19 | 799, 815, 832, 847, 8494, 8516, 8520 |
| 15                            | Piliscsaba, Klévíz                              | 18 | 799, 815, 832, 847, 8494, 8516, 8520 |
| 16                            | Piliscsaba, iskola                              | 17 | 815, 8504, 8510 |
| 17                            | Piliscsaba, Magdolna völgy                      | 16 | 815, 8504, 8510 |
| 18                            | Pilisjászfalu                                   | 15 | 815, 8504, 8510 |
| 19                            | Leányvár, Piliscsévi elágazás                   | 14 | 815, 8504, 8510 |
| 20                            | Leányvár, Művelődési Ház                        | 13 | 815, 8502, 8504, 8510 |
| 21                            | Leányvár, vasútállomás                          | 12 | 815, 8502, 8504, 8510 S72 Z72 |
| 22                            | Kesztölci elágazás                              | 11 | 815, 8502, 8504, 8510 |
| 23                            | Dorog, Ipari Park                               | 10 | 815, 8510 |
| 24                            | Dorog, Puskin utca                              | 9  | 815, 8510, 8515, 8516, 8518 |
| 25                            | Dorog, Bécsi út                                 | 8  | 815, 8510, 8515, 8516, 8518 |
| 26                            | Dorog, városháza                                | 7  | 8401, 8419, 8421, 8422, 8503, 8510, 8515, 8516, 8518, 8519, 8520, 8521, 8525, 8530, 8535, 8539, 8540, 8541, 8543, 8544 1784, 1851, 1853 S72 Z72                                                                                       |
| 27                            | Dorog, Gyógyszerárugyár                         | 6  | 8401, 8421, 8503, 8510, 8515, 8516, 8518, 8519, 8520, 8521, 8525, 8529, 8530, 8535, 8539, 8540, 8541, 8543, 8544 |
| 28                            | Dorog, Volán telep                              | 5  | 8401, 8421, 8422, 8503, 8510, 8515, 8516, 8518, 8519, 8520, 8521, 8525, 8529, 8530, 8535, 8539, 8540, 8541, 8543, 8544 1853 |
| 29                            | Esztergom, Kertváros vasútállomás bejárati út   | 4  | A, B, C, D, G, H, V 8401, 8421, 8503, 8510, 8515, 8516, 8518, 8519, 8520, 8521, 8525, 8529, 8530, 8535, 8539, 8540, 8541, 8543, 8544 1784, 1851                                                                                       |
| 30                            | Esztergom, Kassai utca                          | 3  | A, B, C, D, G, H, V 8401, 8419, 8421, 8422, 8503, 8510, 8515, 8516, 8518, 8519, 8520, 8521, 8525, 8529, 8530, 8535, 8539, 8540, 8541, 8543, 8544 1721, 1853                                                                           |
| 31                            | Esztergom, Szalézi lakópark                     | 2  | C, D, G, H, V 8401, 8503, 8504, 8510, 8515, 8516, 8518, 8519, 8520, 8521, 8525, 8529, 8530, 8535, 8539, 8540, 8541, 8543, 8544 |
| 32                            | Esztergom, Erzsébet királyné utca               | 1  | A, B, C, D, E, G, H, N, T 8401, 8421, 8422, 8503, 8504, 8510, 8515, 8516, 8518, 8519, 8520, 8521, 8525, 8529, 8530, 8535, 8539, 8540, 8541, 8543, 8544 1851, 1853                                                                     |
| 33                            | Esztergom, vasútállomás végállomás              | 0  | A, B, C, D, E, G, H, N, P, T, V 862, 863, 880, 8401, 8419, 8421, 8422, 8500, 8503, 8504, 8510, 8515, 8516, 8518, 8519, 8520, 8521, 8525, 8529, 8530, 8535, 8539, 8540, 8541, 8542, 8543, 8544 223, 1721, 1784, 1851, 1853 S72 Z72 S74 |